# 四季島號列車
四季島號列車，是東日本旅客鐵道（JR東日本）所開行的頂級郵輪式臥鋪列車，於2017年5月1日起行駛。有別於JR東日本以往的臥鋪列車，此列車以套裝旅遊的方式銷售，並不單賣車票。

## 概要
JR東日本於2013年6月4日宣佈，基於「觀光立國」的政策，將新造郵輪式臥鋪列車，當時並公開了預想設計圖。2014年6月3日，公開了二次車體設計圖，由長期為JR東日本操刀車輛設計的知名設計師奧山清行所設計，列車首航日期延至2017年春季。同年10月7日，列車名稱正式定名為「TRAIN SUITE 四季島」。「四季島」為日本古國名「敷島」的同音異字。
2016年5月10日，JR東日本宣佈四季島號將於2017年5月1日首航，並從即日起接受預約。開始預約後，首航列車的預約人數達預定名額的76倍，5月及6月的平均預約人數平均也達預定名額的6.6倍，JR東日本會以抽籤方式決定可搭乘的旅客。
2016年6月16日，綜合車輛製作所公開了DX Suite車廂的實物尺寸模型，同年8月24日，川崎重工向媒體公開亮相兩節車廂。9月6日，川崎重工承造的1至4號與8至10號共7節車廂完工出廠，迴送至JR東日本的尾久車輛中心。9月23日，綜合車輛製作所承造的3節車廂完工出廠，至此10節車廂都已完工出廠。JR東日本開始在轄內的在來線進行試車，並於2016年11月起穿過青函隧道在北海道進行試車。
2016年12月6日，JR東日本的總經理（社長）冨田哲郎在記者會中宣佈將在上野車站設立此列車旅客專用的貴賓室。
並將設於13號與14號月台間，原本用於行李裝卸的月台加以改建，做為此列車旅客上下車專用的月臺，稱之為「新旅程的13.5號月台」（新たな旅立ちの13.5番線）。

## 使用車輛與編組
四季島號列車型式為「E001型」，共有10節車廂，適用軌距為1067mm，採用動力分散式設計，其中1、2、3、8、9、10號車共6節車廂有牽引馬達，另4節為無牽引動力的拖車。在2號車、3號車、8號車與9號車的車頂設有集電弓，可接受1500伏特直流電、20000伏特50/60Hz雙頻率交流電以及海峽線的25000伏特50Hz交流電，是目前唯一能駛入津輕海峽線的在來線電聯車。牽引馬達調控方式為VVVF。為行駛於非電氣化區間，1號車及10號車設有柴油發電機，所產生的電力用於牽引以及車內照明、空調等服務設施之用。列車保安裝置有DS-ATC、ATS-P、ATS-Ps及ATS-DN四種。
車廂間以密接车钩連結，裝有防墜擋板。車兩端為傳統的自动车钩，可與電力機車或柴油機車連結。川崎重工承造其中７節車廂，以鋁合金打造；綜合車輛製作所承造３節車廂，以不鏽鋼打造。
列車外觀顏色為金色，瞭望車的前端以及客廳車車門為黑色，並以樹木為意象設計車窗，做到與自然景觀相調和。
E001型電聯車於2017年獲得日本設計振興會所頒發的好設計獎（グッドデザイン賞）。

### 車廂
- 瞭望車（展望車）

第1車與第10車為瞭望車，車號為E001-1及E001-10，車前端為大面積擋風玻璃，分為上下兩部份，兩玻璃為特殊的凸起造型，頭燈與尾燈裝於左右兩側，均為LED燈。駕駛室位於下方，上方為瞭望室。後方為機械室，裝有柴油發電機、輔助電源裝置等機電設備。第1車重64.1公噸、第10車重63.9公噸，因裝有機電設備，較其他車廂重。瞭望車不設旅客車門，旅客需從鄰車的車門上下車。
- Suite臥鋪車（スイート寝台車）

第2、3、4、8、9車為Suite臥鋪車，車號為E001-2、3、4、8、9。每節車廂設有3個附衛浴設備的雙人套房，可乘坐6名旅客，第4車為輪椅可進出的無障礙車廂。
- Deluxe suite臥鋪車（デラックススイート寝台車）

第7車為Deluxe suite臥鋪車，車號為E001-7。此車廂有兩間Deluxe suite，一間為為兩層樓中樓式，稱為「四季島suite」，是四季島號最昂貴的房間；另一間單層挑高平面式，是第二昂貴的房間。兩間都有浴缸及廁所，共可乘坐4名旅客。此車廂沒有車門，乘客需從鄰車的車門上下車。
- 客廳車（ラウンジカー）

第5車為客廳車，車號為E001-5。此車廂採雙層設計，但車廂內仍有開放感不會顯得侷促。內有18張座椅供旅客交誼使用。
- 餐車

第6車為餐車，車號為E001-6。此車廂採雙層設計，上層為飯廳與廚房，下層的用途尚未公開。內有18張座椅與餐桌。

## 行駛區間
2016年5月10日，JR東日本公佈2017年5月及6月的行程，分為四天三夜與兩天一夜兩種。
四天三夜：
- 第1天：上野站→（車内午餐）→日光站（下車觀光）→（車内晚餐，在車上過夜）
- 第2天：→函館站（車外早餐後下車觀光）→（車内午餐）→伊達紋別站→登別站（在二世谷或登別地區的旅館晚餐與住宿，列車回送札榥運轉所過夜。）
- 第3天：（在旅館早餐）→東室蘭站→洞爺站→（車内午餐）→新函館北斗站･･････弘前站→（在車上過夜）
- 第4天：→鶴岡站→溫海溫泉站→（車内早餐）→新津站（下車觀光後接駁至東三条站上車）→東三条站→（車内午餐）→上野站

四天三夜行程單人費用：Suite臥鋪：75萬至77萬日元、Deluxe Suite臥鋪：90萬日元、四季島Suite臥鋪：95萬日元。
兩天一夜：
- 第1天：上野站→鹽山站（下車觀光後午餐）→（車内晚餐）姨捨站（下車觀光）→（在車上過夜）
- 2日目：→会津若松站（車外早餐後下車観光）→（車内午餐）→上野站

兩天一夜行程單人費用：Suite臥鋪車：32萬日元、Deluxe Suite臥鋪車：40萬日元、四季島Suite臥鋪車：45萬日元。

2016年10月的JR東日本總經理例行記者會時，追加公佈下列行程，分為三天兩夜與兩天一夜兩種。
三天兩夜（冬季版）
- 第1天：上野站→白石站→松島→（在車上過夜）
- 第2天：→青森站→弘前站→青森站→一之關站→（在車上過夜）
- 第3天：→鳴子溫泉站→上野站

三天兩夜（夏季版）
- 第1天：上野站→湯澤站（下車觀光）→（在車上過夜）
- 第2天：→八戶站（搭乘TOHOKU EMOTION專列）→鳴子溫泉站→（在車上過夜）
- 第3天：→一之關站（探訪平泉文化遺產）→上野站

兩天一夜（年尾年初版）
- 第1天：上野站→熱海站→橫須賀站→（在車上過夜）
- 第2天：→和田浦站→鹿島神宮站→上野站

三天兩夜（春季版）
- 第1天：上野站→酒田站（下車觀光）→（在車上過夜）　
- 第2天：→花卷站（搭乘蒸氣火車SL銀河號專列）→（在車上過夜）
- 第3天：→那須塩原站→結城站（下車觀光）→上野站　

## 外部連結
- TRAIN SUITE 四季島（页面存档备份，存于） - 東日本旅客鐵道